# Smartcat
Smartcat – pakiet oprogramowania do tłumaczenia wspomaganego komputerowo, obejmujący pamięć tłumaczeń, tłumaczenie automatyczne, zarządzanie glosariuszem, funkcję współpracy osób pracujących nad jednym dokumentem i inne elementy. Jest przeznaczony dla biur tłumaczeń oraz poszczególnych tłumaczy.
W pakiecie standardowym Smartcat jest platformą chmurową i nie można jej zainstalować na komputerze. Praca z nim odbywa się za pomocą przeglądarki internetowej. Można ją przypisać do różnych kategorii oprogramowania, w tym zautomatyzowanych systemów tłumaczeniowych, freelancerskich systemów zarządzania globalizacją i wymianą.

## Historia
Smartcat został pierwotnie opracowany w latach 2012–2015 jako wewnętrzne narzędzie do automatycznego tłumaczenia dla ABBYY Language Solutions, dostawcy usług językowych w ramach grupy spółek ABBYY. Impulsem do jego rozwoju było to, że ABBYY LS czuł się ograniczony technikami tłumaczeniowymi powstałymi w ciągu ostatnich 15 lat i potrzebował rozwiązania, które pozwoliłoby zarządzać projektami z dziesiątkami uczestników – w tym kierownikami projektów, tłumaczami, korektorami – i byłby intuicyjny, przetwarzany w chmurze obliczeniowej, mocny i skalowalny.
W 2016 Smartcat wycofał się z firmy ABBYY LS, stając się oddzielną firmą, i zdobył 2,8 miliona dolarów inwestycyjnych od Ilji Szirokowa (byłego prezesa firmy Odnoklassniki i założyciela sieci społecznościowej Moj Krug, która została później przejęta przez Yandex). Założyciel i dyrektor generalny ABBYY LS, Iwan Smolnikow, również opuścił firmę, aby w pełni skoncentrować się na Smartcat. Omawiając przyczyny separacji, Smolnikow zauważył, że „działalność usług tłumaczeniowych nie była tak komplementarna w stosunku do działalności technologii automatyzacji tego przemysłu”, a potencjalni klienci Smartcat „uznali, że SmartCAT został opracowany przez konkurenta i dlatego nieufnie podchodził do produktu”.
Od tego czasu firma stopniowo się rozwija i od maja 2017 oferuje 110 000 freelancerów za pośrednictwem swojego „rynku” i zapewnia dostęp do „sklepu z aplikacjami”, który pozwala zintegrować Smartcat z narzędziami innych firm.

## Obsługiwane formaty
Smartcat obsługuje wiele formatów wejściowych, w tym dokumenty tekstowe, prezentacje, arkusze kalkulacyjne, zeskanowane dokumenty i obrazy (udostępniając dla tych ostatnich najnowszą usługę rozpoznawania), strony HTML, pliki zasobów, standardowe formaty dwujęzyczne i inne.
Twierdzi się również, że system obsługuje pakiety SDL Trados Studio, dzięki czemu Smartcat może być używany do pracy nad projektami pierwotnie przeznaczonymi do realizacji w środowisku Trados, a także do tworzenia pakietów wyjściowych, które później można pobrać na platformę Trados, chociaż przedstawiciele firmy SDL.
Poniższa tabela pokazuje niekompletną listę obsługiwanych formatów plików.
| Format plików                           | Rozszerzenie plików                                |
| --------------------------------------- | -------------------------------------------------- |
| OpenDocument (OpenOffice / LibreOffice) | *.odt, *.ott, *.ods, *.ots, *.odp, *.otp           |
| Microsoft Open XML                      | *.docx, *.xlsx, *.pptx, *.ppsx, *.ppt, *.pps       |
| Inne dokumenty tekstowe                 | *.txt, *.rtf                                       |
| Zeskanowane dokumenty i obrazy          | *.pdf, *.jpeg, *.tiff, *.bmp, *.png, *.gif, *.djvu |
| HTML/XHTML                              | *.html, *.xhtml,*.xht                              |
| DocBook                                 | *.xml                                              |
| Jednojęzyczne XLIFF – pliki Okapi       | *.xlf, *.xliff, *.sdlxliff                         |
| Dwujęzyczne pliki                       | *.ttx                                              |
| Zasoby Android                          | *.xml                                              |
| InDesign CS4 Markup                     | *.idml                                             |
| Pliki pomocy                            | *.xml, *.hmxp                                      |

## Rodzaje kont
Istnieją trzy główne rodzaje kont w Smartcat: freelancer, firma tłumaczeniowa i klient końcowy. Podobieństwa i różnice między nimi są wymienione poniżej (wszystkie funkcje są dostępne za darmo, o ile nie wskazano inaczej):
|                                                                                  | Freelancer                 | Dostawca usług językowych (LSP)                      | Klient końcowy                                           |
| -------------------------------------------------------------------------------- | -------------------------- | ---------------------------------------------------- | -------------------------------------------------------- |
| Grupa docelowa                                                                   | Freelancerzy               | Firmy tłumaczące (agencje) i tłumacze-przedsiębiorcy | Firmy z własnymi zespołami tłumaczeń, a także inne firmy |
| Całodobową pomoc                                                                 | Tak                        | Tak                                                  | Tak                                                      |
| Tłumaczenie własnych projektów/dokumentów                                        | Tak                        | Tak                                                  | Tak                                                      |
| Pamięć tłumaczeniowa, bazy terminologiczne и kontrola jakości                    | Tak                        | Tak                                                  | Tak                                                      |
| Statystyczne/neuronowe tłumaczenie maszynowe (od Google lub Microsoft)           | Tak (płatne lub bezpłatne) | Tak (płatne lub bezpłatne)                           | Tak (płatne lub bezpłatne)                               |
| Adaptacyjne tłumaczenie maszynowe (od Lilt)                                      | Nie                        | Tak (za opłatą)                                      | Tak (za opłatą)                                          |
| Ofertę swoich usług poprzez Markeplace                                           | Tak                        | Nie                                                  | Nie                                                      |
| Oferowanie usług za pośrednictwem markeplace LSP                                 | Nie                        | Tak (na życzenie)                                    | Nie                                                      |
| Praca nad projektem w kilku etapach (tłumaczenie, edycja, korekta)               | Nie                        | Tak                                                  | Tak                                                      |
| Konto dla wielu użytkowników (tłumacze, redaktorzy, menedżerowie projektów itp.) | Nie                        | Tak (nieograniczona ilość)                           | Tak (nieograniczona ilość)                               |
| Zatrudnianie freelancerów z markeplace                                           | Nie                        | Tak (według stawki freelancer + prowizja 10%)        | Tak (według stawki freelancer + prowizja 10%)            |
| Zatrudnianie innych firm z markeplace LSP                                        | Nie                        | Tak (Na życzenie, za 10% wartości zamówienia)        | Tak (za 10% wartości zamówienia)                         |
| Otwarty interfejs API                                                            | Nie                        | Tak                                                  | Tak                                                      |

## Zarabianie
W przeciwieństwie do większości systemów automatyzacji tłumaczeń Smartcat nie pobiera opłaty licencyjnej za korzystanie z produktu. Twórcy platformy tłumaczą to, mówiąc, że liczenie liczby miejsc pracy w branży tłumaczeniowej jest nieistotne, ponieważ ponad 90% pracowników takich firm to freelancerzy, a wspólne projekty są tworzone codziennie, w których uczestniczy największa liczba osób.
Zamiast tego Smartcat otrzymuje prowizję już wspomnianą powyżej, co stanowi 10% stawki freelancera wynajętego za pośrednictwem platformy marketplace (każdy freelancer określa własną stawkę) lub, w przypadku wynajęcia firmy, 10% wartości zamówienia. Ponadto usługa oferuje również płatne subskrypcje, które zapewniają wsparcie premium i możliwość instalacji na lokalnym sprzęcie (nie w chmurze).

## Pozycjonowanie i marketing
W 2017 Smartcat ponownie zmienił markę, tworząc hasło Connecting Purple (gra Connecting People firmy Nokia), a także zmieniając jego pozycję: Smartcat jest teraz ekosystemem, który jednoczy firmy i tłumaczy do współpracy (formatowanie Smartcat). Pod pojęciem ekosystemu firma rozumie, że wszyscy jej użytkownicy, czy to klienci, czy tłumacze, są równie ważnymi komponentami całego systemu – systemu, który może się rozwijać tylko wtedy, gdy wszyscy jego członkowie będą się dobrze rozwijać.
Smartcat przywiązuje dużą wagę do pracy z tłumaczami, organizowania różnych działań i stron dla użytkowników, w tym portalu społecznościowego (pod hasłem Porozmawiajmy o tłumaczeniu), darmowych kursów i seminariów internetowych dla tłumaczy oraz procesu certyfikacji opartego na weryfikacji siebie nawzajem, w wyniku czego wybiera się tak zwanych starszych tłumaczy.

## Wersje językowe
Interfejs użytkownika jest dostępny w językach: rosyjskim, angielskim, japońskim, chińskim i tureckim, dokumentacja Smartcat – w języku rosyjskim i angielskim.

## Pomoc i wsparcie
Smartcat oferuje kilka sposobów na poznanie podstaw pracy w systemie:
- strony pomocy dla freelancerów i użytkowników korporacyjnych
- tygodniowe webinaria edukacyjne
- dziesięciominutowy kurs wprowadzający Freelancer Essentials.

Do wyszukiwania odpowiedzi na bardziej złożone pytania, rozwiązania problemów i komunikaty o błędach Smartcat oferuje całodobową pomoc techniczną, dostępną zarówno systemu, jak i przez e-mail. Oprócz tego, można poprosić o pomoc innych uczestników za pośrednictwem portalu społeczności.